# Alberto Membreño Vásquez

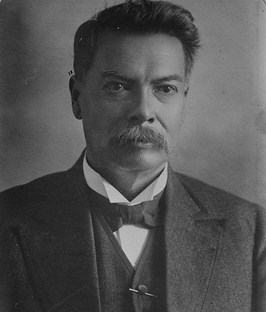
Alberto Membreño Vásquez

Alberto de Jesús Membreño Vásquez (* 12. Juli 1859 in Tegucigalpa; † 6. Februar 1921 in Tegucigalpa) war vom 28. Juli 1915 bis 1. Februar 1916  Präsident von Honduras.

## Leben

### Ausbildung und frühe Laufbahn
Seine Eltern waren Ceferina Márquez und Carlos Membreño. Am 6. Oktober 1877 machte er an der Academia del Estado de Honduras einen Abschluss in Zivilrecht. Alberto Membreño studierte an der Universidad de Honduras Rechtswissenschaften und arbeitete als Rechtsanwalt.
1883 wurde er als Bevollmächtigter und außerordentlicher Gesandter der Regierung Marco Aurelio Soto nach Spanien gesandt.
Von 1884 bis 1886 war er Staatssekretär im Bildungsministerium in der Regierung von Luís Bográn. Von 1889 bis 1890 war er Abgeordneter für Tegucigalpa im Parlament und wurde dort zum Sekretär des Parlamentes gewählt. 1893 war er Delegierter auf dem ersten Congreso Pedagógico Centroamericano in Guatemala. Von 1903 bis 1904 war er Minister für Bildung und öffentliche Arbeiten.
Nach der Schlacht bei Namasigüe 1907 ging Alberto Membreño mit Manuel Bonilla in die USA. Im Oktober 1910 war er in Washington und bereitete einen Putschversuch von Manuel Bonilla mit Lee Christmas zum Sturz von Miguel R. Dávila vor.
1911 war er Regierungsminister. Alberto Membreño war Botschafter von Honduras in den USA und legte auf einer Konferenz der Pan-American Union eine Denkschrift vor, welche als erweiterter Briand-Kellogg-Pakt für den amerikanischen Kontinent bezeichnet wurde.

### Präsidentschaft
Anschließend wurde Alberto Membreño während des Wahlkampfes von Francisco Bertrand geschäftsführender Präsident von Honduras. In seiner Amtszeit im Dezember 1915 zerstörte ein Erdbeben die Ciudad de Gracias, im Departamento Lempira. Die Behörden des Departamento und des Municipios beschieden eine Umsiedlung der Stadt an den Ort Los Ronrones. Mit dem Dekret 42 vom 15. November 1915 wurde als Nationalhymne ein Text von Augusto C. Coello und einer Melodie von Carlos Hartling Gesetz.
1916 war er Minister für Minister für Bildung, öffentliche Arbeiten und Landwirtschaft.
Alberto Membreño war versiert in Naturrecht, öffentlichem Recht, Verfassungsrecht, Zivilrecht, kriminalistischer Rhetorik, Zivilprozessordnung, Strafprozessordnung, Kirchenrecht, Militärrecht und Handelsrecht. Mitglied in Parlamentskommissionen, Verfahrensrichter, Mitglied des obersten Gerichtes. Rektor der Universidad de Honduras, Öffentlichkeitsminister, Bürgermeister von Tegucigalpa.

### Partido Nacional de Honduras
1918 gründete Tiburcio Carías Andino die Partido Nacional de Honduras, in dieser ging die Partido Conservador auf.
Der Kandidat der Partido Nacional de Honduras, Nazario Soriano, ein Schwager von Francisco Bertrand musste zurücktreten. Nun wurde Alberto Membreño Vásquez Kandidat der Partido Nacional de Honduras. Im Bürgerkrieg 1919 in Honduras ließ Francisco Bertrand, Alberto Membreño Vásquez verhaften.
Nach der Flucht von Francisco Bertrand rief ein Ministerrat im September 1919 den nach seiner Haft nach Guatemala exilierten Vizepräsidenten Alberto Membreño zur Amtsübernahme auf. Dieser lehnte dies aus gesundheitlichen Gründen ab.

## Veröffentlichungen
- Er war Herausgeber der Urteile des obersten Gerichtes und veröffentlichte 1892 ein alphabetisch geordnetes Repetetorium mit der Bezeichnung: Elementos de Práctica Forense en Material Civil.
- Ein Verzeichnis geografischer indigener Ortsbezeichnungen, 1901.